# Koogimäe
Koogimäe – wieś w Estonii, prowincji Rapla, w gminie Kehtna.